# BMW M3 (G80)
La BMW M3 G80 est la sixieme génération de M3, berline sportive commercialisée par BMW.

## Historique
Fin septembre 2020, BMW dévoile la dernière génération de BMW M3. Dénommée G80, elle est basée sur la Série 3 (G20). 

Elle possède un design inédit et ne reprend pas la même face avant que la Série 3.

Elle est équipée d'un 6 cylindres en ligne turbo (issu du X3 M) décliné en deux niveaux de puissance : 480 et 510. BMW propose également une boîte manuelle ainsi qu'une boîte automatique à 8 rapports (à convertisseur de couple).

La M3 est une propulsion mais sera également disponible en transmission intégrale avec possibilité de passer en propulsion.
La première M3 Touring est partiellement dévoilée en mars 2022 dans une vidéo célébrant les 50 ans de BMW M.
En mai 2022, BMW présente les nouvelles Série 3 et Série 3 Touring restylé prévue pour courant 2022. Le break arrive finalement courant 2023, avec 510 ch concurrençant directement l'Audi RS4 Avant de 450 cv. Bien que plus fonctionnel, le coffre n'offre que 20 litres de plus que la berline. Appelé couramment « M3 Touring », son appellation officielle est « M3 Competition M xDrive ».

## Motorisation
|                              | M3                                      | M3 Compétition                          | M3 CS                          |
| Moteur                       | 6 cylindres en ligne                    | 6 cylindres en ligne                    | 6 cylindres en ligne           |
| Code moteur                  | S58B30O0                                | S58B30T0                                | S58B30T0                       |
| Cylindrée                    | 2 993 cm3                               | 2 993 cm3                               | 2 993 cm3                      |
| Alimentation                 | Bi-turbocompressé                       | Bi-turbocompressé                       | Bi-turbocompressé              |
| Puissance maxi               | 480 ch à 6 250 tr/min                   | 510 ch à 6 250 tr/min                   | 551 ch à 6250 tr/min           |
| Couple maxi                  | 550 N m de 2 650 à 6 130 tr/min         | 650 N m de 1 750 à 5 500 tr/min         | 650 N m de 2750 à 5950 tr/min  |
| Régime max                   | 7 200 tr/min                            | 7 200 tr/min                            | 7 200 tr/min                   |
| Norme environnementale       | Euro 6d                                 | Euro 6d                                 | Euro 6d                        |
| Boîte de vitesses            | Manuelle à 6 rapports                   | M Steptronic 8 avec Drivelogic          | M Steptronic 8 avec Drivelogic |
| Transmission                 | Propulsion (Intégrale M xDrive en 2021) | Propulsion (Intégrale M xDrive en 2021) | Intégrale M xDrive             |
| Vitesse maxi (en km/h)       | 250 / (290 Pack M Driver)               | 250 / (290 Pack M Driver)               | 250 / (302 Pack M Driver)      |
| 0-100 km/h (en s)            | 4,2                                     | 3,9                                     | 3.4                            |
| Consommation (en l/100 km)   | 10,8                                    | 10,2                                    | 10.3                           |
| Émissions de CO2 (en g/km)   | 248                                     | 234                                     | 232                            |
| Capacité du réservoir (en L) | 59                                      | 59                                      | 59                             |
| Masse à vide (en kg EU)      | 1 780                                   | 1 805                                   | 1840                           |